# Pisanski koncil
Pisanski koncil (tudi Pizanski koncil ali Koncil v Pisi) je koncil brez zaporedne številke. Potekal je od 25. marca do 7. avgusta 1409 v Pisi kot ekumenski koncil; glede njegove ekumenskosti so mnenja deljena. 

## Opis
Brez zaporedne številke ga navajajo zato, ker ga ni sklical in mu predsedoval papež, ampak kardinali rimskega papeža in avinjonskega protipapeža, pozneje pa tudi od njih izvoljeni protipapež. Zato mu nekateri odrekajo pridevek "ekumenski" ("vesoljni"). Sklicali so ga kardinali rimske in avinjonske papeške veje, ki so odpadli od svojega predstojnika in mu tudi predsedovali do izvolitve novega papeža Aleksandra V.. Pritegnil je veliko pozornost celega krščanskega sveta: Sorbonske, Oxfordske in Kölnske univerze, prelatov, najuglednješih učenjakov, kot sta bila npr. D'Ailly  in Gerson ; vsi ti so odkrito podpirali podjetje upornih kardinalov. Vladarji so bili po drugi strani sicer razdeljeni, toda mnogi od njih niso več računali na dobro voljo tekmujočih papežev in so se odločili delovati brez njiju, kljub njima, in – če bo potrebno, zoper njiju.
 
Navzoči so bili  4 patriarhi, 24 kardinalov, 200 škofov ali njihovih namestnikov, 287 opatov ali njihovih namestnikov, 100 predstavnikov stolnih kapitljev, 21 priorjev in vrhovnih redovnih predstojnikov. Poleg tega je bilo na koncilu navzočih in sodelujočih 700 doktorjev teologije ali cerkvenega prava, kakor tudi rektorji 13 univerz.    

## Zgodovina
Pisanski koncil je bil torej ekumenski ali vesoljni cerkveni zbor, ki je potekal leta 1409 v Pisi, mestecu na reki Arnu v severo-zahodni italijanski pokrajini Toskani. 

Glavni razlog za to zborovanje je bil zahodni razkol, ki je tedaj trajal že 30 let, in sicer od 1378, ko so izvolili (isti) kardinali poleg rimskega papeža Urbana VI. še avinjonskega protipapeža Klemena VII.. V rimski veji so si sledili Bonifacij IX., Inocenc VII. in Gregor XII.; v avinjonski veji pa Benedikt XIII.. Kot kardinali so bili vsi po vrsti navdušeni za odpravo razkola, kot papeži pa za njegovo odpravo niso kaj prida naredili. Zato je med več pobudami Sorbone prevladala zamisel konciliarizma – češ da naj ekumenski koncil reši zadevo, saj je po tej teoriji koncil itak nad papežem. To mnenje pa je bilo v nasprotju s tradicionalnim naukom katoliške Cerkve, po katerem je koncil veljaven le, če ga skliče papež, ki mora potrditi tudi njegove sklepe. Razumljivo je torej, da je bil tak – sicer dobronameren in veličastnen poskus reševanja najhujše ustavne krize v cerkveni zgodovini – že vnaprej obsojen na neuspeh.

Svojo izvolitev je tedanji rimski papež Gregor XII. dolgoval v veliki meri prepričanju kardinalov, da je resno zavzet za obnovitev cerkvene enotnosti; v začetnih dnevih svojega papeževanja se je resnično zdel poln navdušenja za to veliko zadevo. Zagotovil je svojim sodelavcem, da je ne glede na svoja visoka leta pripravljen za dosego sloge na srečanje z Benediktom XIII. in storiti vse, kar je mogoče: četudi bi moral potovati peš s palico v roki ali prekrižariti morje v odprtem čolnu. V svojih okrožnicah, kakor tudi v drugih pismih, se je izražal na način, ki ni pustil nobenega dvoma o tem, da misli resno in da bo razkol kmalu presežen. 

Toda temu ni bilo tako. Po prvih stikih z avinjonskim papežem Benediktom XIII. je rimski papež Gregor XII. dobil vtis, da tekmec ni odkritoskrčen, ampak da bi mu vrhunsko srečanje služilo le kot pretveza, da bi ujel svojega tekmeca in tako sam zavladal nad celotno Cerkvijo. Zato je Gregorjevo prvotno navdušenje sčasoma koraj popolnoma splahnelo. 

Pisanski zbor je bil po katoliških načelih že v svojih izhodiščih dejanje odkritega nasprotovanja zoper papeža. Tako prevratniško, kakor tudi odlično in številno zborovanje – ki je sebe razglasilo za sposobno, da uredi zadeve, ter je odločalo o papežih in izdajalo odloke brez papeža, poleg tega pa uživalo vsestransko široko podporo, - je bilo mogoče sklicati in voditi le zato, ker je izginilo upoštevanje prvenstva apostola Petra. Obenem so najvplivnejši, najmogočnejši in najdobronamernejši ljudje tisega časa izgubili vsako upanje, da je mogoče rešiti to zmedo brez koncila; lahko pa brez trmastih papežev. Tako ozračje je povzročil dolgoletni razkol, ki mu niso slutili konca ter iz tega zapletenega stanja najbolj učeni možje tistega časa niso videli drugega izhoda kot sklicanje vesoljnega cerkvenega zbora. 

Neposredni poskusi sporazumevanja med papeži rimske in avinjonske veje niso uspeli, ampak so vsi po vrsti žalostno propadli; ko je končno še Francija zapustila "svojega" papeža Benedikta XIII. in ga po obleganju ranjenega izgnala iz Avignona, je ostal trmasto pri svojem prepričanju, da je on edini pravi papež in da mora prepričati svojega tekmeca, naj njemu v prid odstopi. Tako se je utrdilo med vladarji, klerom in ljudstvom prepričanje, da lahko ta gordijski vozel preseka le koncil. Zato so se v Livornu zbrali kardinali, ki so odpadli od avinjonskega in rimskega papeža (a to so bili skoraj vsi), in so sklenili, da bodo za 25. marca 1409  v Piso sklicali ekumenski koncil. Tozadevne poslanice so razposlali vladarjem in prelatom 2. in 5. julija 1408.

Kljub temu, da je dva dni pred odprtjem koncila poslal protest svetorimsko-nemški kralj Rupert Pfalški , –  a svoje negodovanje je izrazil tudi riminijski knez Malatesta  – nista mogla preprečiti  prvega velikega uspeha: a to je bila izredno velika udeležba, medtem ko sta podobna poskusa Gregorja in Benedikta zaradi male udeležbe in hudega nasprotovanja žalostno propadla.

### Perpignanski zbor
Da bi nasprotoval temu načrtu, je Benedikt sklical ekumenski koncil v Perpignanu, vendar le z malo udeležbo in ga je moral zaradi tega tudi končati brez kakih sklepov.

### Čedajski koncil
Gregor pa je prav z istim namenom sklical ekumenski koncil najprej v Oglej, nato pa v Čedad. Od tam pa je moral preoblečen skrivaj pobegniti, ker se je zameril tamkajšnjemu plemiču in ljudstvu zaradi zamenjave patriarha, ki je bil priljubljen, z nepriljubljenim. Ta koncil je najprej imel izredno skromno udeležbo, nato pa se je končal še preden se je začel.

## Potek koncila
Vodil ga je najprej kardinal Guy de Malsec, ki ga je imenoval za kardinala-duhovnika pri S. Croce in Gerusalemme v konzistoriju 20. Decembra 1375 Gregor XI.. 
 
Uvodno besedo je imel kardinal Filargi, ki je razložil razloge za sklicanje koncila brez papeža, ker sta oba razkolnika in heretika. 
Na koncil sta bila povabljena namreč tudi papeža, ki se pa koncila – vsak iz svojih razlogov – nista udeležila. O njima so torej na koncilu v maju veliko razpravljali - vrstile so se pritožbe, nakar so oba razglasili za razkolnika in heretika. Na 8. in 9. seji so razglasili ustanovitev koncila brez njunega sodelovanja, ter ju nato 5. junija 1409 odstavili. Njuni predstavniki so sicer prišli, toda šele 14. junija. Njihove pritožbe in protesti so povzročili posmeh, negodovanje zbora, ki jih je obsul z žaljivkami in zmerjanjem. Ti predstavniki so kmalu na skrivaj zapustili zasedanje in jo pobrisali domov, med njimi tudi Bonifacij Ferrer, prior kartuzije Grande Chartreuse

Udeleženci koncila so pretreseni poslušali, ko je aleksandrijski patriarh Simon de Cramaud prebral odlok, da sta "Benedict XIII. in Gregor XII. spoznana za razkolnika, povzročitelja razkola, zakrknjena heretika, ki sta prelomila svoje obljube in na ta način pohujšala vesoljno Cerkev. Zato jima prepovedujemo opravljati vrhovno duhovniško službo in vse njune odloke razglašamo za neveljavne in nične. Apostolski sedež razglašamo za izpraznjenega, a vernike odvezujemo od njima obljubljene pokorščine." Te hude besede so zbrani pozdravili z navdušenim ploskanjem in zapeli Te Deum ter jih potrdili s svojim podpisom v zmotnem prepričanju, da je s tem konec razkola. Za naslednji dan – bil je praznik Telova – so določili zahvalno procesijo. 

15. junija je 24 kardinalov odšlo v nadškofijsko palačo volit novega papeža. Konklave je trajal enajst dni. Odzunaj je bilo veliko oporekanja – odznotraj pa so najprej skušali vriniti francoskega kandidata, vendar je kmalu zavladala neverjetna sloga. Ko je posredoval kardinal Cossa, poznejši Janez XXIII., je 26. junija 1409 dobil večino glasov učeni milanski nadškof,  frančiškanski grški kardinal s Krete Peter Filargi (Πέτρος Φιλάργης), ki si je izbral ime Aleksander V.. Novi papež je oznanil izvolitev vsem krščanskim vladarjem in prejel številne izraze podpore, naklonjenosti in priznanja. Predsedoval je zadnjim štirim sejam koncila, potrdil v njihovi službi vse kardinale, ki so zavrnili svojo ubogljivost avinjonskemu in rimskemu papežu, združil dva kardinalska zbora v enega ter na koncu izjavil, da bo odločno deloval za obnovo Cerkve. 

Ko je prvo navdušenje skopnelo, je Evropa le spoznala zablodo. Položaj Cerkve je postal še težji; namesto dveh poglavarjev je krščanstvo dobilo tri potujoče papeže, ki so jih zasledovali in pregnali iz njihovih sedežev. Aleksandra pravzaprav niso izvolili v nasprotju s splošno priznanim pontifikom, niti po razkolniških metodah; zato je bil njegov položaj ugodnejši od avinjonskega. Javno mnenje je njega in njegovega naslednika Janeza XXIII. priznavalo za prava papeža. 

Aleksandra je sprejela celo večina krščanskih dežel: Francija, Anglija, Irska, Poljska, Portugalska, Češka, Ogrska, Prusija, neke nemške dežele in grofija Venaissin, Nizozemska, Lotringija, Burgundija, Genova, Milano, Benetke, Florenca, kakor tudi red ivanovcev ter nemški viteški red; nekatere dežele so še vedno sledile tako Benediktu, kakor: Španija (Kastilija in Aragonija), Sardinija ter Škotska, pa tudi Gregorju: Neapelj, Portugalska, Poljska, Bavarska in dober del Nemčije ter Skandinavija. Jasno je torej postalo, da koncil ni rešil zagate, ampak jo je le še povečal, saj je namesto "omražene dvojnosti" nastala "prekleta trojnost".

## Slikovna zbirka takratnih papežev
- Benedikt XIII.,
 avinjonski papež
- Gregor XII.,
 rimski papež
- Aleksander V.,
 prvi pisanski papež
- Janez XXIII.,
 drugi pisanski papež

## Vsebina
- 22 sej
- odstavitev Gregorja XII. in Benedikta XIII.
- volitve novega papeža, ki si nadene ime Aleksander V.

Izvleček iz koncilskih odlokov
Ta sveti in splošni cerkveni zbor, ki predstavlja vesoljno Cerkev, odloča in razglaša, da je združeni zbor kardinalov pooblaščen za sklicanje koncila, in da polnomoč za sklicanje takega koncila pripada pravici prej navedenemu kardinalskemu zboru, še posebej zdaj, ko razsaja grozota razkola. Koncil nadalje izjavlja, da je ta sveti koncil, ki predstavlja vesoljno Cerkev, pozval oba tekmeca za papeški prestol, tako na vratih in durih cerkve v Pisi, naj prideta in slišita dokončno odločitev, ki jo bo izrekel glede razkola, ali pa naj navedeta dober in zadosten razlog, zakaj takega izreka ne bi smel določiti. 

Mi vsi, posamezno in skupaj, škofje, duhovniki in diakoni svete rimske Cerkve, zbrani v mestu Pisa z namenom, da končamo razkol in obnovimo enotnost Cerkve, dajemo svojo častno besedo in obljubljamo Bogu, sveti rimski Cerkvi in temu sedaj zbranemu svetemu koncilu za prej omenjeni namen: če bo kdo od nas izvoljen za papeža, bo nadaljeval ta koncil in ga ne bo razpustil; ne bo dovolil končanja, kolikor je v njegovi moči, dokler se ne bo po njem in po njegovem nasvetu uresničila posebna, razumna in zadostna obnova vesoljne Cerkve v njeni glavi in udih (reformatio in capite et in membris). 

### Ocena
Bogoslovci in pravoznanci se hudujejo na koncil v Pisi. Po eni strani ga strasten Benediktov privrženec Bonifacij Ferrerski imenuje »zborovanje hudičev«. Teodor Urie, Gregorjev podpornik, pa dvomi, ali so se zbrali v Pisi s čustvi Datana in Abirona ali z Mojzesovimi.  Sv. Antonin, Kajetan, Turrecremata in Raynald ga imenujeta »laično zborovanje«, ali vsaj dvomita o njegovi avtoriteti. Po drugi strani ga galikanska šola ali odobrava ali pa navaja olajševalne okoliščine. Noël  trdi, da je ta koncil uničil razkol, kolikor je bil zmožen. Bossuet  pravi na svoj način: »Če razkol, ki je uničeval Božjo Cerkev, ni bil iztrebljen v Pisi, je v vsakem primeru tam dobil smrtni udarec in Konstanški koncil ga je dokončal.« Protestantje, zvesti posledicam svojih načel, brez zadržka pozdravljajo ta koncil, saj v njem gledajo »prvo stopnjo k osvoboditvi sveta«, in ga z Gregoroviusom pozdravljajo kot zarjo reformacije. Morda je pametno reči z Bellarminom , da to zborovanje je vesoljni cerkveni zbor (ekumenski koncil), ki pa ni niti potrjen niti zavrnjen. 

Ta cerkveni zbor katoliški Cerkvi torej ni prinesel želene enotnosti in sloge, še manj potrebne cerkvene obnove, ki jo je preložil na kako naslednje zborovanje. Čeprav si je odkritosrčno prizadeval – seveda na napačni podlagi konciliarizma – za odpravo razkola, je cerkvene razmere le še poslabšal, ker je ustvaril z izvolitvijo tretjega papeža – medtem ko se obstoječa nista odpovedala – le še en nov razkol: iz omražene dvojnosti je po besedah neke sodobne razprave nastala prekleta trojnost. . 
Nič milejšega prizvoka nima ta sodba, če jo najdemo zapisano obratno, češ da je iz »preklete dvojnosti« nastala »omražena trojnost«, kot je dejal sodobni kronist Ulrik Richental. 
Kljub prividnemu uspehu – a v posledicah neuspehu – je bil ta cerkveni zbor vendarle prvi resni poskus za odpravo zahodnega razkola. Njegove pomanjkljivosti je potem uspešno odpravil ter dosegel krščansko slogo pravzaprav šele Konstanški koncil, ki mu je kmalu sledil; po drugi strani pa je konciliarizem na stežaj odprl vrata protestantizmu.